# تته مورنته
تته مورنته (انگلیسی: Tete Morente؛ زادهٔ ۴ دسامبر ۱۹۹۶) بازیکن فوتبال اهل اسپانیا است.